# بروس کیربی (هنرپیشه)
بروس کیربی (انگلیسی: Bruce Kirby؛ زادهٔ ۲۴ آوریل ۱۹۲۸) یک هنرپیشه اهل ایالات متحده آمریکا است.
از فیلم‌ها یا مجموعه‌های تلویزیونی که وی در آن‌ها نقش داشته‌است می‌توان به فیلم ماپت‌ها، مامانو از قطار بنداز پایین، ۲:۲۲ اشاره نمود.